# Le Voilier maudit
Pour plus de détails, voir Fiche technique et Distribution.
Le Voilier maudit (Ebb Tide) est un film américain en Technicolor réalisé par James Patrick Hogan, sorti en 1937. 
Il s'agit de la troisième adaptation cinématographique de la nouvelle de Robert Louis Stevenson : Le Creux de la vague (1894).

## Synopsis
En 1880, une goélette à destination du Pérou est prise dans un typhon et est forcée d'accoster à Kanaki, une île apparemment déserte du Pacifique Sud. Pendant ce temps, les marins Robert et Huish, le capitaine Jakob, et Faith la jolie fille du précédent commandant du navire, découvrent sur l'île un Américain, Attwater, qui pratique la pêche aux perles, illégale. Les rares habitants de l'île sont les survivants d'une épidémie de variole ; ils croient qu'Attwater est un dieu. Quand les naufragés tentent de lui voler son trésor, les habitants le protègent. 

## Fiche technique
- Titre français : Le Voilier maudit
- Titre original : Border Flight
- Réalisation : James Patrick Hogan
- Scénario : Bertram Millhauser, d'après Le Creux de la vague de Robert Louis Stevenson et Lloyd Osbourne
- Producteur : Lucien Hubbard
- Société de production : Paramount Pictures
- Société de distribution : Paramount Pictures
- Musique : Victor Young
- Photographie : Ray Rennahan, Leo Tover
- Montage : LeRoy Stone
- Pays : États-Unis
- Format : couleur (Technicolor) - 35 mm - 1,37:1 - Son : Mono (Western Electric Mirrophonic Recording)
- Genre : Film d'aventure
- Durée : 94 minutes
- Dates de sortie : 
  - États-Unis : 26 novembre 1937
  - France : 17 janvier 1938

## Distribution
- Oscar Homolka : Capit. Thorbecke
- Frances Farmer : Faith Wishart
- Ray Milland : Robert Herrick
- Lloyd Nolan : Attwater
- Barry Fitzgerald : Huish
- Charles Judels : docteur du port
- Charles Stevens : Oncle Ned
- David Torrence : Tapena Tom
- Lina Basquette : domestique d'Attwater
- Harry Field : Taniera

## Source
- Le Voilier maudit et l’affiche française du film, sur EncycloCiné